# Ali Latif
Ali Latif (* 1. Juli 1944 in Sulaimaniyya/Irak; † 18. Juli 2009 in Darmstadt) war ein kurdischer Maler und Sportler, der in seiner Heimat durch Preise, Presse und Fernsehen sehr bekannt ist.

## Leben
Ali Latif brachte sich die Malerei weitestgehend autodidaktisch bei. Einzelausstellungen hatte er unter anderem im National Museum Bagdad, in der Al Rasheed Galerie Bagdad, im Städtischen Museum Sulaimaniyya. An Ausstellungen im Metropolitan Museum, in Tokyo, Italien, Frankreich, Polen, der Türkei, Rumänien, den Niederlanden, Deutschland, Kanada u. a. war er beteiligt. Wegen seiner Kunst und der von ihm darin vertretenen Ansichten, Regimekritik und Darstellung von Nacktheit wurde er vom Regime Saddam Husseins und gleichzeitig von den Islamisten verfolgt. Er war Kapitän der Fußballerstligamannschaft Sulaimaniyya. Ebenso war er Kapitän der Basketballerstligamannschaft sowie Trainer und Schiedsrichter und brachte es sogar zum Olympiaschiedsrichter, wobei die Teilnahme ihm allerdings als Kurde durch das Baath-Regime verwehrt wurde.
1994 floh er zusammen mit seiner Familie nach Deutschland, wo er politisches Asyl erhielt und später eingebürgert wurde. In Darmstadt arbeitete er als freischaffender Künstler und betätigte sich auch als Buch- und CD-Illustrator u. a. für Johannes Jourdan. Ebenso schrieb er Liedtexte für seinen Sohn, den kurdischen Musiker Dilan Latif.

## Rezension
Die Stadt Darmstadt schreibt zu einer Vernissage des Künstlers unter anderem: „Er gehört zu den anerkanntesten Künstlern seiner Heimat Kurdistan aber auch des Irak, was sich in Einzelausstellungen zeigt, die er im nationalen Museum für moderne Kunst in Bagdad und in der Al Rasheed Galerie in Bagdad hatte.“

## Ausstellungen (Auswahl)
- 1983 Museum Sulaimaniya (Einzel)
- 1987 Nationales Museum für Moderne Kunst Bagdad, Irak (E)
- 1992 Museum Sulaimaniya (E)
- 1995 Technische Hochschule Darmstadt (E);
- 2000 Staatstheater Darmstadt (Beteiligung)
- 2002 "Darmstadt – Die Stadt – Die Kunst – Die Menschen", Pro Regio Galerie, Darmstadt (E)[2]